# Caje Huss
Carin (Caje) Anita Margaretha Huss, född 15 april 1921 i Helsingfors, död 1 mars 2007 i Uddevalla församling, Västra Götalands län, var en svensk målare, tecknare och skulptör.
Hon var dotter till arkitekten Gunnar Wahlroos och Vera von Hertzen och gift med civilingenjören Gillis Gunnar Huss. Hon studerade konst vid Ateneum i Helsingfors och vid Otte Skölds målarskola i Stockholm 1949–1951 samt vid Konsthögskolan 1951–1952 och under studieresor till Frankrike 1950 och 1954. Hon medverkade i Nationalmuseums utställning Unga tecknare 1950–1953 och i utställningen Svart på vitt vid Konstakademien 1955. Separat ställde hon ut på bland annat Galleri Brinken i Stockholm och tillsammans med Siri Derkert, Brita Hörlin, Karin Parrow och Lars Stenstad ställde hon åter ut på Galleri Brinken 1955. Bland hennes offentliga arbeten märks porträttreliefen i brons över professor Henrik Edenholm vid Kungliga tekniska högskolan. Tillsammans med Sebastian Lybeck skrev hon barnboken Bokstavskatten 1969. Caje Huss var mor till konstnären Mona Huss Walin. 
Huss är representerad vid Nationalmuseum i Stockholm och Bohusläns museum.